# 転落悪魔! デモンズ・コア
『転落悪魔！ デモンズ・コア』（てんらくあくま！デモンズ・コア）は、ムサシマルによる日本の漫画作品である。『チャンピオンRED』（秋田書店）にて、2013年8月号から2014年8月号まで連載。全2巻

## 登場人物
イズミ
冥界の最下層「テイヘン」で育ったドジな悪魔の少女。垂れ目の三白眼で愛嬌のある風貌。非合法な魂を回収する仕事を得て現世へ転送され晴明を狙うも紆余曲折あり、そのまま居候する。晴明と同じ高校に転入した際には阿倍野橋泉と名乗る。
最下層でまともに仕事も出来ず困窮していたため、常に腹を空かせた万年欠食児。悪魔としての経験は皆無。幾ばくかの知識は穴だらけであり、かえって人間界の進み様に混乱してしまうことも多い。
理由は不明だがサタナキアに狙われている。角を持たない低級悪魔だが、生命力が有り余っており、どんなダメージを負っても再生する。スタウロスの使いすぎで魂が枯渇しかけた晴明を触れるだけで回復させた。 尻尾が性感帯だが、この尻尾は取り外しできるようになっており、外れると発情状態になる。取り付け基部は上級悪魔の持つ「ジャック」の様になっているが、イズミ自身は気付いていない。最終話では巨大ユニットに組み込まれたヒズミに反応するように巨大化し、すべてを喰らいつくすかのような様をみせたが、晴明に斬られて鎮静化した。その後はフードファイトなどに出場して賞金を稼いでいるが、さすがに食べすぎなのか太り気味。
阿倍野橋 晴明（あべのばし はるあき）
現役高校生の境界断罪人（イニシエーター）。スタウロスと呼ばれる刀の使い手。幼少の頃、家族と共に失踪して行方不明となり、その後発見されるも自らの名前以外の記憶を無くしている。銀河会から悪魔退治の依頼を受け悪魔の持つコアを集めている。本来、角を持つ上級悪魔しか持たないコアを挿しこむジャックを左胸に持っている。
実家である「阿倍野橋古書店」でカモ、イズミと暮らしている。
スタウロス
行方不明だった晴明が発見された際に携えていた刀。通常、肉体を物理的に破壊されても再構成可能な悪魔だが、この刀で破壊された箇所は再生が阻害される。冥界の企業であるコンクウェーガ重工の紋章を刻まれている。使用すると生命力の源である「魂」を大量に消費するため、晴明は悪魔から奪ったコアで補填している。
女性の姿の人格を有しており、必要に応じて実体化も可能。主・晴明のことはかなり気に入っている。

カモ
晴明の飼い猫。放浪癖があり、家を留守にすることが多い。玄関前にある犬小屋に住んでいたが、イズミに破壊されたため、その後は家の中で暮らしている。
斎木 紫紋（さいき しもん）
晴明の級友。寺の息子であり晴明のビジネス上のライバルでもある。美形だが、女好きの生臭坊主で退魔行の依頼対象であっても美人なら手を付ける。アスタロスと友人（契約？）関係。
クレオ・バルベリーニ
晴明の級友であるエクソシスト。ヴァチカン遊撃隊に所属している。カトリック教徒としてはステレオタイプな性格で基本的に他人の話を聞かない。晴明に想いを寄せるが、ストーキングを繰り返すなど暴走気味。

### 魔族
ヒズミ
アスタロスお抱えのエージェント。アスタロスの指令でイズミを狙い晴明と交戦、敗北する。その後、「イズミの監視」と言う名目で現世に出向。ピザキャップというピザ屋をはじめ、あちこちでアルバイトをしている。
他の悪魔と同様にコアによるブーストができるが、コアジャックが特殊な形状で普及型のコアが使用できない。アスタロスによるとイズミの能力をコピーしようとして造られたらしい。
アスタロス
連合企業体サタナキアの取締役。総括部長。周囲をおちょくって韜晦しているが、冥界と人間界の根幹にかかわる秘密を握っている。
シュトレーゼ
ヴァレリア社の代表。スキンヘッドがトレードマークでおつむの肌艶に磨きをかけるのに余念がない。
アダト
ベクレル社の代表。博打好きでアスタロスを出し抜こうと部下を派遣する。
ミレーネ
テプコード社の代表。企業代表の中では冥界の重要資源であるソウルマテリアルの問題に関して解決策を導き出すことを提言しているが、8人いる代表が定例会議にも揃わないことに不満を呈する。
バレット
ガロア・コア社の代表。脳筋で人間界に繋がる回廊さえ開けば、冥界の問題は解決すると発言しているが、実際に人間界を訪れるとクレオ相手に苦戦していた。
赤根（せきね）
アダトの部下。

### 深川古書連盟 銀河会
播磨屋 左京（はりまや さきょう）
銀河会の頭領。炎を象った様なヘアスタイルに隻眼の老人。ジミとは知り合いだが、仲が悪い。
翠山 巫華子（みどりやま みかこ）
銀河会のお色気担当(?)。何かと晴明にセクハラをするナイスパディの美人。
真琴 マコト（まこと マコト）
銀河会の情報処理を担当。マッシュルームヘアに眼鏡の少年。

### その他
不忍の婆さん
近所に住む老婆。亭主の友蔵が晴明の住む古書店の店番をしている。
マサ
晴明のおじ。「古書阿倍野橋」の本来の店主だが、稀覯本目当てに各地を飛び回っており、滅多に帰ってこない。
夏代（なつよ）
マサの行きつけのスナック「恋路」で働く女性。マサが溜めたツケを取り立てるために同行している。
ラナ
カイロの古書店「メンフィス・カフェ」で働く少女。マサに連れられて来たが、晴明の家に居候することになる。無口だが、イズミとは仲が良い。
ジミ・セイレーン
ラーメン屋台「ウッドストック」を営むアフロヘアの黒人。実は悪魔でスタウロスの以前の持ち主だったが、晴明の父・磨月に敗れて引退した。赤根と戦った晴明に自身の正体を明かし、スタウロスの使い方と剣術に関する押し掛け師匠となる。
阿倍野橋 磨月（あべのばし まづき）
晴明の父であり祓魔士。行方不明。

## 用語解説
冥界（サイレントルシファー）
悪魔の暮らす世界。「最上層（アザブ）」最下層「テイヘン」や第二階層「カラスモリ」、「深淵」（ティアマト）がある。
境界断罪人（イニシエーター）
エクソシストとは違い、悪魔を別次元へ送るか消滅させることが可能。稀有な存在。
コア
サタナキアが生み出した、ネジのような形をした人工的に魔力を蓄える物質。コアの使用を許可されている悪魔は有角種（角を持つ）の上級魔族のみである。
魂を秘術によって蓄積・処理した「ソウルマテリアル」という素材が使われている。
境界戦争（ホロスマキア）
数百面前に冥界で勃発した新貴族と旧貴族の戦い。
サタナキア
冥界全土に影響力を持つ複合企業。コアを作っている。

## 単行本
- ムサシマル 『転落悪魔！ デモンズ・コア』 秋田書店〈チャンピオンREDコミックス〉、全2巻
  1. 2014年1月20日発売 ISBN 978-4-253-23611-9
  2. 2014年8月20日発売 ISBN 978-4-253-23612-6